# O myšce a medvědovi
O myšce a medvědovi (v originále Ernest et Célestine) je belgicko-francouzsko-lucemburský animovaný film, z roku 2012, který režírovali Stéphane Aubier, Vincent Patar a Benjamin Renner. Snímek měl světovou premiéru na filmovém festivalu v Cannes dne 23. května 2012.

## Dabing postav
| Lambert Wilson             | Ernest                                  |
| Pauline Brunner            | Célestine                               |
| Anne-Marie Loop            | Grise, myš, strážkyně sirotčince        |
| Patrice Melennec           | Georges, medvěd, cukrář                 |
| Brigitte Virtudes          | Lucienne, medvědice, zubařka, jeho žena |
| Léonard Louf               | Léon, jejich syn                        |
| Dominique Collignon-Maurin | šéf kliniky, krysa                      |
| Perrette Pradier           | vrchní sestra, myš                      |
| Yann Le Madic              | Ernestův advokát, krysa                 |
| Féodor Atkine              | soudce grizzly                          |
| Pierre Baton               | soudce krysa                            |
| Vincent Grass              | policejní velitel, medvěd               |
| Patrice Dozier             | policejní velitel, krysa                |
| Jacques Ciron              | pan Rançonnet                           |

## Ocenění
- Festival Cinekid: Cena Cinekid
- Filmový festival v Cannes: zvláštní zmínka SACD jako součást Quinzaine des réalisateurs
- Filmový festival v Sarlatu: Cena mladé poroty za nejlepší film
- Mezinárodní filmový festival Abitibi-Témiscamingue: Animovaná cena TVA Abitibi-Témiscamingue
- Mon premier festival v Paříži: cena publika
- Mezinárodní filmový festival v Dubaji: Muhrova cena a cena publika
- Bellinzona Youth Film Festival: Cena za nejlepší film od poroty
- César: nejlepší animovaný film
- Mezinárodní festival animovaných filmů ve Stuttgartu: cena za nejlepší celovečerní animovaný film
- Mezinárodní filmový festival v Seattlu: hlavní cena poroty Films4Families
- Mezinárodní dětský filmový festival v Indii: Zlatý slon za nejlepší animovaný film
- Cena Magritte: nejlepší film, nejlepší režie, nejlepší zvuk
- Sundance Film Festival: uveden v sekci Sundance Kids
- Grand prix de l'Union de la critique de cinéma: nominace
- Oscar: nominace na nejlepší animovaný film
- Satellite Award: nominace na nejlepší animovaný film